# Доісторична Британія
Доісторична Британія — період між появою перших людей у Великій Британії і початком писемної Британської історії. Період до заселення терену родом Homo є частиною геології Британських островів. Вважається, що історія Англії починається 43 року від н. е. з римського вторгнення у Британію, хоча є деякі історичні відомості до цього періоду. Доісторичний період зазвичай поділяють хронологічно на різні періоди, базуючись на використанні інструментів з каменю, бронзи або заліза, а також на змінах у сфері культури та змінах клімату, але межі періодів несталі, і зміни між ними йшли поступово; дати змін, як правило, відрізняються від континентальної Європи.

## Передмова
Англія була заселена представниками роду Homo сотні тисяч років, а Homo Sapiens протягом десятків тисяч років. Аналіз ДНК показав, що сучасна людина прибула до Великої Британії до останнього льодовикового періоду, але відступила до Південної Європи, коли більша частина Англії була покрита льодовиком, а решта частини тундрою. На той час рівень моря був приблизно на 127 м нижче сьогоденного, через це Англія мала сухопутний міст з Ірландією та континентальною Європою.
Після закінчення останнього льодовикового періоду (близько 9500 років тому), Ірландія стала відокремлена від Англії, а пізніше (з приблизно 6500 року до н. е.) Англія була відрізана від решти Європи. За 12 000 року до н. е., згідно з археологічними знахідками, Британія була знову заселена. Приблизно 4000 років до н. е. острів було заселено людьми неолітичної культури, але не існує жодних писемних свідчень доримської епохи. Тому події цього періоду реконструюють винятково на археологічних знахідках. Наразі також збільшується кількість інформації, отриманої з генетичного матеріалу. Існує також невелика кількість топонімічних свідчень про кельтське і докельтське населення.
Першими значними письмовими відомостями про Британію та її мешканців була інформація грецького мореплавця Піфея, який дослідив прибережні райони Британії близько 325 року до н. е. Також деякі свідчення дає «Ora Maritima». Давні британці мали торговельні і культурні зв'язки з континентальною Європою від неоліту, особливо щодо експорту олова, яке було в надлишку. Юлій Цезар пише про Британію близько 50 року до н. е.
Розташована на периферії Європи, Британія отримувала іноземні технологічні та культурні досягнення набагато пізніше, ніж континентальні райони доісторичного періоду. Історія стародавньої Англії традиційно розглядається як послідовні хвилі переселенців з континенту, що приносили з собою нову культуру і технології. Пізніші археологічні теорії ставлять під сумнів міграційні теорії і наголошують на складніших відносинах між Британією і континентальною Європою на кшталт культурних змін без завоювання.

## Палеоліт
Період палеоліту — найбільш раннє відоме заселення Британії людиною. За цей величезний період часу відбулося багато змін у навколишньому середовищі, що охоплює кілька льодовикових і міжльодовикових періодів, що серйозно позначилося на середовищі існування людини. Інформація про цей період є вельми суперечливою. Мешканці терену того часу були мисливці-збирачі та рибалки.
Аналіз мітохондріального ДНК (мтДНК) показує, що 21 % материнської лінії мешканців сучасної Великої Британії прийшла в попередній льодовиковий період і 51 % наприкінці верхнього палеоліту.
Дослідження Y-хромосоми показало різку зміну генотипу чоловічого населення (50–100 %) за останні 2500 років, що відбулося, швидше за все, під час англо-саксонського вторгнення. Це показано в роботах за 2002 рік «Y-хромосоми як доказ англо-саксонської масової міграції» і за 2005 «Місце басків в європейській Y-хромосомній різноманітності ландшафтів», які довели, що тільки в Уельсі збереглося істотне населення з до-англо-саксонською Y-хромосомою.
Аналіз (2006) наукових досліджень послідовностей мтДНК давньої і сучасної Європи показує різні моделі для різних періодів часу, відібраних в ході дослідження. Отримані результати свідчать про те, що на додаток до населення в Європі крім південного рефугіуму (Франко-Кантабрійська область) під час останнього льодовикового максимуму, можливо, існував північний рефугіум.
Інші дослідження показали генетичний зв'язок між населенням Британських островів і басками.

### Нижній палеоліт (до 250000 років)
Свідчення у вигляді кісток і крем'яних знарядь, знайдених в прибережних розсипах біля Газбре (Happisburgh), Норфолк і Пейкфілд, Саффолк, що вид Homo був присутній на теренах сучасної Британії приблизно 700 000 років тому. У цей час Південна та Східна Англія була пов'язана з континентальною Європою широким суходолом, який дозволяв людям вільно пересуватися. Сьогоденний Англійський Канал був великою річкою, що прямувала на захід і мала притоки, які пізніше стали Темзою і Сеною. Відновлення цього стародавнього навколишнього середовища надає ключ до маршруту перших мігрантів на колишній півострів Євразійського континенту. Археологи знайшли низку давніх стоянок, розташованих по маршруту колишньої річки Бісам, які вказують, що річка була використана як первісний маршрут на захід, у Британію.
Такі знахідки, як Боксгроув в Сассексі, демонструють пізнє прибуття давнього виду Homo heidelbergensis близько 500 тис. років тому. Ці ранні люди виготовлювали ашельські крем'яні знаряддя (ручні сокири) і полювали на великих місцевих ссавців. Вони заганяли слонів, носорогів і бегемотів на вершини скель або на болота, щоб легше їх було вбити.
Англійська стадія змусила людей покинути терен сучасної Британії до початку Хокснійської стадії. Цей теплий період тривав з 300 тис. до 200 тис. років тому. На цей час припадає розвиток клектонської культури, прикладом якої є Саутфліт-Роуд у Кенті. Ця культура вельми широко представлена знахідками, проте лишається невизначеним часове співвідношення існування клектонської й ашельської культур.
На цей період припадає також індустрія Леваллуа, можливо привнесена мігрантами з Африки. Знахідки Сванскомб і Ботанік Піт в Партфліт підтримують теорію привнесення індустрії Леваллуа з Європи, а не Африки. Розповсюдження більш розвинутих технологій зробило ефективнішим полювання і дозволило британцям безтурботно проіснувати до наступного похолодання — Волстонського етапу, (352 000–130 000 років тому).
Існує мало свідоцтв поселень людини під час наступного Ейміановського етапу між близько 130 000 і 110 000 років тому. Підйом рівня моря і через це відокремлення Британії від материка — саме цим можна пояснити депопуляцію населення і зменшення археологічних знахідок характерних для цього часу.

### Середній палеоліт
(Приблизно з 40 000 до 180 000 років тому)
60 000 — 180 000 років тому немає ніяких свідоцтв про поселення людини у Британії. Неандертальці розпочали заселення Британії близько 40 000 років тому.

## Верхній палеоліт
(Близько 40 тис. — 10 тис. років тому)
Цей період часто ділиться на три підперіоди: ранній верхній палеоліт (перед початком льодовикового періоду), середній верхній палеоліт (льодовиковий період), і пізній верхній палеоліт (після закінчення льодовикового періоду). Докази заселення неандертальцями теренів Британії вельми обмежені, починаючи з 30 000 років тому з'являються перші знахідки діяльності Homo Sapiens — Оріньяцька культура. Найвідомішим прикладом цього періоду є поховання «Червона леді з Пейвіленду» (насправді зараз відомо, що це чоловік), на терені сучасного узбережжя півдня Уельсу. Останній льодовиковий максимум припав на проміжок між 22 000 та 13 000 роками тому, його називають Дімлінгтонська стадія. Похолодання, можливо, знову змусило людей лишити Британію і прямувати через суходіл, який виник, на південь сьогоденної Франції та Іберії. Знахідки у печері Гау в Сомерсет від 12 000 до н. е. надають докази того, що люди повернулися до Британії в кінці цього льодовикового періоду, в теплий період, відомий як Дімлінгтонський інтерстадіал, хоча подальші похолодання, можливо, знову змусило мігрувати людей. Навколишнє середовище протягом льодовикового періоду було значною мірою безлісою тундрою, потепління до 17 °C призвело до поширення берези, чагарників і трави.
Перша відмінна культура верхнього палеоліту у Великій Британії, що археологи називають Кресвельська культура. Характерні знаряддя, за якими діагностується культура — трапецоїдні рубила, названі «чеддаровські наконечники» (Cheddar points), а також їхні різновиди, відомі як «кресвельські наконечники» (Creswell points) і менші рубала. Серед інших видів знарядь зустрічаються скребки, виготовлені з довгих прямих рубал.
Інші знахідки в контексті кресвельської культури включають балтійський бурштин, кістка мамонта, зуби і кістки інших тварин. Вони використовувалися для виготовлення гарпунів, шив, намист і голок. В печері Гау в Сомерсеті і в Кентській печері в Девонширі були знайдені незвичайні конічні стрижні з мамонтової кістки.
Двадцять вісім археологічних місць, де виявлені «чеддаровські наконечники», відомі в Англії та Уельсі, але дотепер вони не виявлені на території Шотландії та Ірландії, які, як передбачається, були колонізовані людьми пізніше. Більшість кресвельських пам'яток виявлено в печерах, проте останні знахідки свідчать про діяльність на відкритому повітрі, а також про те, що крем'яні знаряддя могли пройти шлях до 150 км від місця видобутку каменю. Деякі з кременей в печері Гау походить з Вейл-оф-Пьюсі в Уїлтширі, а немісцеві морські раковини і бурштин — з узбережжя Північного моря, що також говорить про високу мобільності населення. Це нагадує пам'ятники Мадленської культури в інших місцях Європи і може свідчити про наявність широкого обміну ресурсами між різними територіями в ті часи.
Серед тварин, яких вживали в їжу кресвельці, були дикий кінь (Equus ferus), марал (Cervus elaphus), арктичний заєць, мамонт, сайга, тур, ведмідь, рись, лисиця тощо.

## Мезоліт
(Приблизно від 10 000 до 5500 років тому)
Близько 10 000 років тому льодовиковий період закінчився й почалася епоха голоцену. Температура піднялася, ймовірно, до сьогоденного рівня і терен займаний лісами розширився. Близько 9500 років тому, через підвищення рівня моря, викликаного таненням льодовиків, було відокремлено Британію та Ірландію, і приблизно 6500–6000 до н. е. континентальна Європа була відрізана від Британії. Теплий клімат змінив навколишнє середовище в Арктиці на соснові, березові та вільхові ліси; цей менш відкритий краєвид був менш сприятливий для великих стад оленів і диких коней, які раніше уникали людей. До цих тварин в раціоні харчування населення було додано свиней і менше соціальних тварин, таких як лосі, олені, козулі, дикі кабани та зубри, це вимагало різноманітні методи полювання. Тонкі мікроліти виготовлялись для застосування на гарпунах і списах. З'явилися нові деревообробні інструменти, такі як тесак, хоча деякі типи крем'яних лез залишаються схожими на своїх попередників палеоліту. Була одомашнена собака з її перевагами під час полювання серед водно-болотних угідь. Цілком імовірно, що ці екологічні зміни супроводжувалися соціальними змінами. Люди мігрували і заселили терени на далекій півночі Шотландії в цей час. Знахідки британського мезоліту знайдені в Мендіп, Стар-Карр в Йоркширі і Оронсей, Внутрішні Гебриди. Розкопки в Ховік, Нортумберленд виявили залишки великої кругової будівлі 7600 року до н. е., які інтерпретуються як житло. Ще один приклад знахідок — Діпкар, Шеффілд. Найдавніші британці мезоліту були номадами, пізніше були витисненні напівосілим та осілим населенням.

### Перехід мезоліт-неоліт
Хоча за часів мезоліту природа мала великі ресурси, зростання населення та успіх давніх британців в їхній експлуатації, зрештою, призвів до їхнього виснаження. Залишки лося часів мезоліту, знайденого в болоті в Пултон-ле-Філд, Ланкашир, пораненого мисливцями і тричі врятованого, свідчить про полювання в період мезоліту. Деякі сільськогосподарські культури і домашні тварини були інтродуковані у Британії близько 4500 року до н. е. принаймні частково через потреби в надійних джерелах харчування. Мисливство як спосіб життя зберігалося в епоху неоліту на першому місці. Інші елементи неоліту, такі як гончарство, наконечники стріл у формі листа і поліровані кам'яні сокири, були прийняті раніше. Клімат надалі, під час пізнього мезоліту, теплішав і продовжував поліпшуватися, замінивши соснові бори лісом.

## Неоліт
Неоліт був часом одомашнення рослин і тварин. На сьогодні ведеться диспут між прихильниками ідеї лише запозичення культури землеробства в континентальній Європі й прихильниками теорії введення новітньої агрокультури через завоювання і заміну корінного населення.
Аналіз мітохондріальної ДНК сучасного європейського населення показує, що понад 80 % походять по жіночій лінії від європейських мисливців-збирачів. Менше 20 % походять по жіночій лінії від неолітичних дехкан з країн Близького Сходу і з наступних їхніх міграцій. Частка у Британії є меншою — близько 11 %. Початкові дослідження свідчать, що ця ситуація з батьківською Y-хромосомою ДНК коливається від 10-100 % по всій країні, і значно вище на сході. Дослідники зі Стенфордського університету знайшли культурні і генетичні докази на підтримку теорії, що міграція принаймні частково відповідає за неолітичну революцію в Північній Європі (зокрема Британії)
Пилковий аналіз показує, що ліси скорочуються і пасовища збільшуються, при цьому суттєво скорочуються ліси в'язів. Взимку, як правило, на 3 °C холодніше, ніж зараз[коли?], але середня річна температура приблизно на 2,5 °C градуса вища.
За часів неоліту має розвиток монументальна архітектура. Мабуть, повага до мертвих може представляти більш всеосяжні соціальні та ідеологічні зміни, пов'язані з новою інтерпретацією часу, походження, громади й особистості.
У будь-якому випадку неолітична революція внесла більш осілий спосіб життя, що в кінцевому підсумку призвело до розшарування суспільства на різні групи фермерів, ремісників і керманичів. Ліси були знищені задля забезпечення місцем для вирощування зернових і тваринного стада. На той час тримали тубільну велику рогату худобу і свиней, тоді як вівці і кози, а пшеницю і ячмінь було ввезено пізніше з континенту. Проте лише деякі неолітичні поселення відомі в Англії, на відміну від континенту. Печерні поселення були у загальному вжитку на той час.
Будівництво перших земляних валів у Британії почалося на початку неоліту (близько 4400–3300 до н. е.) у формі довгих курганів, які використовувалися для суспільних поховань, та перших насипних таборів, які мають паралелі на континенті. Довгі кургани, можливо, мають походження від довгих будинків, хоча знахідки довгих будинків в Британії представлено лише декількома прикладами. Кам'яні будинки на Оркнейських островах, наприклад в Скара-Брей, є прикладом зародження поселення у Великій Британії. Свідоцтва про зростання майстерності знайдені в Світ-Трек — це найдавніша інженерна дорога і найдавніша дорога з дерев'яним покриттям у Північній Європі, побудована на болотах Сомерсет-Левелз і датується 3807 до н. е. Листоподібні наконечники стріл, керамічні круги і початок виробництва полірованих сокир є загальними показниками цього періоду. Докази використання коров'ячого молока знайдені аналізом вмісту керамічних знахідок біля Світ-Трек.
У Середньому неоліті (близько 3300–2900 до н. е.) було розроблена технологія кругів (Cursus), а також камерні поховання типу Мейсхау. З'являються ранні кам'яні кола та окремі поховання.
Жолобкова кераміка з'являється в той же час. Також були побудовані хенджі поряд з паралельно стоячими кам'яними рядами. Відомі місця Стоунхендж, Ейвбері і Силбері-Хілл досягли свого розквіту. Промислові центри видобутку кременю, такі як на Кіссбері й Граймз-Грейвз, свідчать про початок торгівлі на довгі відстані.

## Бронзова доба
(Близько 2200 до 750 до н. е.)
Цей період можна розділити на ранній етап (2300—1200 до н. е.) і пізній етап (1200—700 до н. е.). Культура дзвоноподібних келихів з'являється в Англії близько 2475—2315 до н. е. поряд з плоскими сокирами і похованнями з трупопокладенням. Люди зазначеного періоду також створили чимало інших відомих доісторичних пам'ятників, зокрема, Стоунхендж (тільки останній етап спорудження) і Сіхендж. Як вважається, культура дзвоноподібних келихів має Іберійське походження, привнесла до Британії навичку переробки металу. Спочатку виготовляли вироби з міді, а з близько з 2150 до н. е. дархани розпочали виготовлення бронзових виробів. З цього часу розпочинається бронзова доба Британії. Протягом наступної тисячі років, бронза поступово замінила камінь як основний матеріал для інструментів і зброї.
Англія мала великі, легко доступні запаси олова на теренах Корнуолл і Девон і в південно-західній Англії, і через це там було розпочато видобуток олова. Близько 1600 до н. е. на південний захід Англії переживає торговий бум — британське олово експортується по всій Європі, про це свідчать порти знайдені на південні Девону — Бентем і Монт-Баттен. Мідь добувалася у Грейт Оурм в Північному Вельсі.
Ремісники культури дзвоноподібних келихів також вміло виробляли прикраси з золота, вироби з нього були знайдені в могилах Уессекської культури Центру південної Англії.
Британці за часів ранньої бронзи ховали своїх померлих у курганах, часто з дзвоноподібним келихом поряд з тілом. Пізніше була прийнята кремація, і в урнах з попелом померлих знаходять кинджали. Люди зазначеного періоду також створили Стоунхендж (тільки останній етап спорудження) і Сіхендж. Люди бронзової доби жили в круглих будинках. Приклад кам'яних рядів — Дартмур. Їхній раціон становила велика рогата худоба, вівці, свині та олені, а також молюски і птахи. Мали видобуток солі. Водно-болотні угіддя були джерелом дичини й очерету.
Існує свідчення щодо великомасштабного руйнування культурних моделей. Деякі вчені вважають, що це може свідчити про вторгнення (або принаймні міграції) у південній Британії близько 12 століття до н. е. Деякі вчені вважають, що кельти заселили Британію в цей час.

## Залізна доба
(Близько 750 до н. е. — 43 року н. е.)
Приблизно в 750 році до н. е. технологія оброблення заліза потрапила до Британії з країн Південної Європи. Залізо було міцніше і поширеніше за бронзу, його введення розпочинає залізну добу. Обробка заліза змінила багато аспектів життя, головним чином у сільському господарстві. Залізні наконечники плугів могли орати землю значно швидше і глибше, ніж дерев'яні або бронзові. Залізні сокири могли вирубувати ліс значно ефективніше для сільського господарства. Розповсюдилися ландшафти ріллі й пасовищ після вирубки лісу. Були засновані багато поселень, розповсюдження власності на землю мало важливе значення.
У 600 році до н. е. британське суспільство знову змінилася. У 500 році до н. е. кельтська культура охоплює більшу частину Британських островів. Кельти були висококваліфікованими майстрами і виробляли ювелірні золоті прикраси зі складним візерунком і зброю з бронзи і заліза. Це спірне питання, чи були британці залізної доби кельтами, деякі вчені, на кшталт Джон Колліс і Саймон Джеймс, активно виступають проти ідеї «Кельтської Британії», оскільки цей термін застосовується в цей час тільки до племені в Галлії. Але пізніші назви і племінні імена показують, що вони стосуються носіїв кельтських мов.
У залізну добу британці живуть організованими племінними групами, керованим вождем. Оскільки населення стало численнішим, війна спалахнула між ворожими племенами. Ця причина традиційно інтерпретується як привід для будівництва городищ, хоча розміщення деяких городищ по боках пагорбів ставлять під сумнів їхнє оборонне значення. Хоча перше побудоване городище відносять близько 1500 року до н. е., городища досягли свого розквіту під час пізньої залізної доби. Більш 2000 городищ залізної доби знайдені у Британії. Приблизно в 350 році до н. е. багато городищ були залишенні, а інші були посилені.

### Пізня доримська залізна доба
Останні століття до римського вторгнення спостерігався приплив з Рейну німецькомовних біженців з Галії (сучасна Франція та Бельгія) — бельгів, які лишали Римську імперію близько 50 року до н. е. Вони оселилися в районі Портсмута і Вінчестера. Плем'я, відоме як паризії, мало культурні зв'язки на континенті, оселилося на північному сході Англії.
Починаючи приблизно зі 175 року до н. е. райони Кенту, Хартфордширу і Ессексу приймають передові гончарні навички. Племена південно-східної Англії були частково романізованими і створюють перші поселення (oppida) досить великими, щоб назватися містами.
Останні століття до римського вторгнення характеризувалися ускладненнями британського життя. Близько 100 року до н. е. залізні прути стали використовувати як валюту, у той час як внутрішня торгівля і торгівля з континентальною Європою процвітала, головним чином завдяки великим запасам корисних копалин Британії. Карбування було розроблено на основі континентального типу, але з іменами місцевих вождів. Карбування відбувалося на південному сході Англії, але не в Думнонію на Заході.
Після початку поширення Римської імперії на північ Рим почав проявляти інтерес до Британії. Це могло бути викликано припливом біженців з римських теренів окупованої Європи до Британії або великими запасами корисних копалин.